# Lucas de Groot
Lucas de Groot, conegut profesionalment com a Luc(as) de Groot (nascut el 21 juny del 1963 a Noordwijkerhout, Països Baixos) és un tipògraf neerlandès. És el fundador de la casa tipogràfica Fontfabrik.
És més conegut per les seva família tipogràfica Thesis (TheSans, TheSerif, TheMix, TheSansMono i posteriorment TheAntiqua) i Corpid (anteriorment AgroSans).
Lucas de Groot també ha dissenyat fonts personalitzades com Calibri i Consolas per Microsoft Windows Vista, per revistes i diaris com Der Spiegel amb ‘SpiegelSans', die tageszeitung amb ‘Taz’, Folha de S. Paulo amb ‘FolhaSerif’, o per empreses com Sun Microsystems amb ‘SunSans'.
Lucas de Groot ensenya a la facultat de disseny de la universitat de ciències aplicades de Potsdam, Alemanya.